# Nevadne glauca
Nevadne glauca är en havsanemonart som först beskrevs av Annandale 1915.  Nevadne glauca ingår i släktet Nevadne och familjen Nevadneidae. Inga underarter finns listade i Catalogue of Life.